# Iropoca
Iropoca este un gen de molii din familia Lymantriinae.

## Specii
- Iropoca rotundata (Walker, 1855)